# Tornos benjamini
Tornos benjamini är en fjärilsart som beskrevs av Samuel E. Cassino och Louis W. Swett 1925. Tornos benjamini ingår i släktet Tornos och familjen mätare. Inga underarter finns listade i Catalogue of Life.